# Rafael Kalinowski
Rafael Kalinowski (polj.: Józef Kalinowski, litv.: Rapolas Kalinauskas; Vilinus, 1. rujna 1835. – Wadowice, 15. studenog 1907.), poljski prezbiter, redovnik i svetac.

## Životopis
Rođen je 1. rujna 1835. u Vilniusu. Bio je drugi sin Andrzeja Kalinowskog, plemića, profesora matematike i Józefe Płońske. Studirao je zoologiju, kemiju, poljoprivredu i apikulturu. Također je studirao i na uglednoj ruskoj vojnoj akademiji, a poručnikom je imenovan 1857. godine.
Zbog potpore poljskom ustanaku protiv Rusa uhićen je 1864. te je osuđen na smrt. Međutim, Rusi ga nisu ubili kako ne bi postao politički junak u očima pobunjenika. Na kraju je poslan na prisilni rad u Sibirske rudnike soli.
Nakon povratka iz Sibira 1873. protjeran je iz Litve te odlazi u Pariz. Nakon toga odlazi u Mađarsku studirati teologiju i filozofiju. Pridružio se 1877. bosonogim karmelićanima u austrijskom gradu Grazu. Uzeo je redovničko ime Rafael od svetog Josipa. Zaređen je 15. siječnja 1882. 1889. je osnovao samostan u Wadowicama.
Umro je 19. studenoga 1907. u Wadowicama od tuberkuloze. Papa Ivan Pavao II. proglasio ga je blaženim 1983. u Krakowu, a 17. studenoga 1991. svetim. Zaštitnik je vojnika, časnika i sibirskih uznika.